# Venise Verte
Das Venise Verte ist ein Teil des Marais Poitevin im Westen Frankreichs. Es besteht aus zwei räumlich getrennten und durch die Sèvre Niortaise sowie mehreren anderen Kanälen verbundenen Kanalsystemen und ähnelt dadurch dem Spreewald. Touristisch ist es nicht so stark überlaufen und bietet vielfältige Fahrtmöglichkeiten für Kanuten.
Hauptort im Venise Verte ist Coulon mit einem reichhaltigen Angebot an Leihbooten und Fahrten in ortstypischen flachen Holzkähnen, welche in den flachen Kanälen gestakt werden. Neben Magné, Damvix und Maillé ist ein weiterer touristisch geprägter Ort Arçais, welcher allerdings nicht direkt an der Sèvre Niortaise liegt und über mehrere Kanäle an diese angeschlossen ist. Das Gebiet gehört zum Regionaler Naturpark Marais Poitevin und steht unter Naturschutz.